# Hans Gruijters

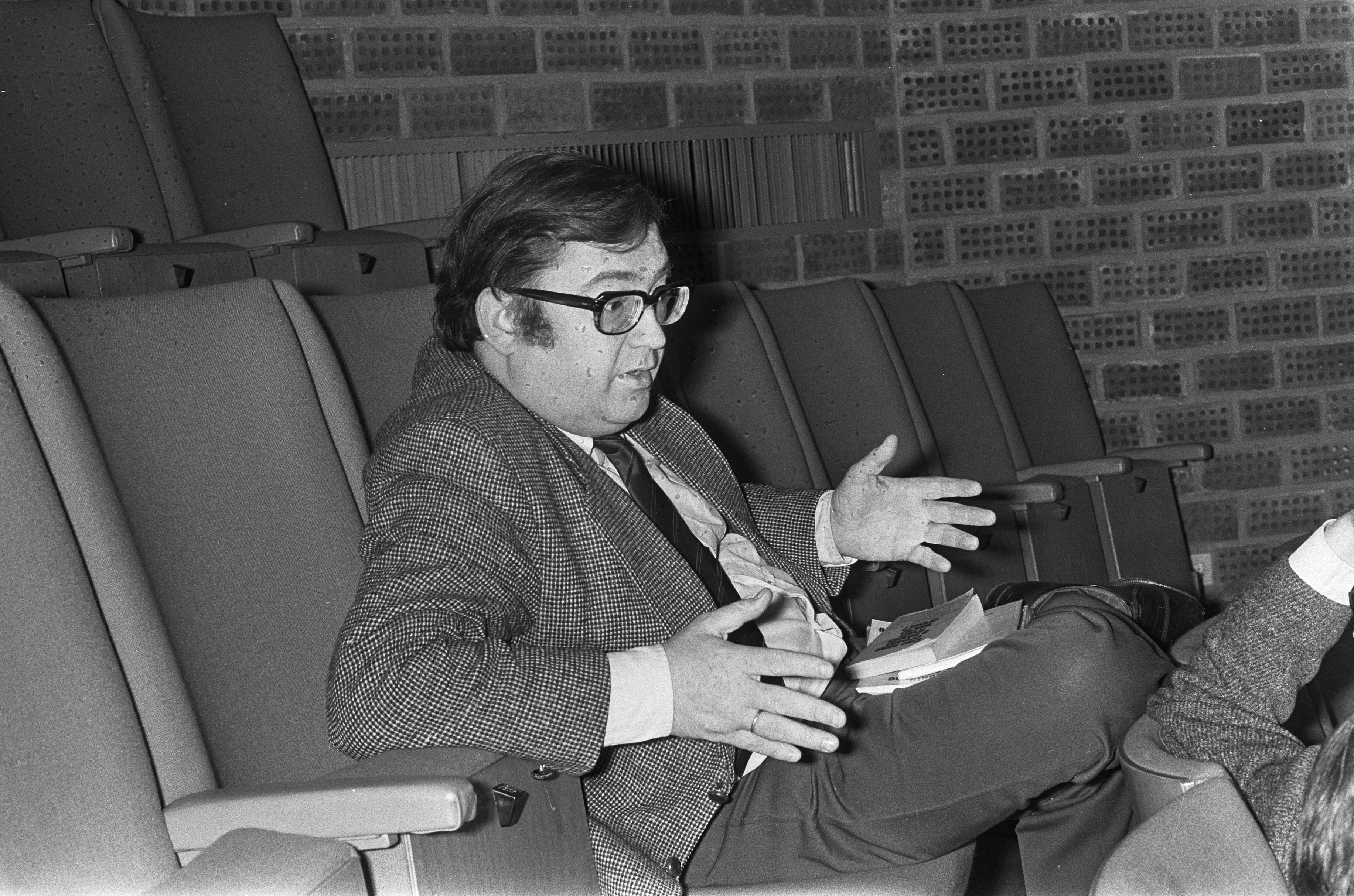
Hans Gruijters auf dem Parteitag im März 1974 in Tiel

Johannes Petrus Adrianus (Hans) Gruijters (* 30. Juni 1931 in Helmond; † 17. April 2005 in Lelystad) war ein niederländischer Politiker.
Hans Gruijters studierte an der Universität Amsterdam und war 1966 Mitbegründer der Partei D66, für die er von 1973 bis 1977 im Kabinett Den Uyl der Minister für Wohnungsfürsorge und Raumordnung war. Später war er sechzehn Jahre Bürgermeister der Stadt Lelystad.
2004 trat er im Streit aus der D66 aus.